# Budget de l'Union européenne
Le budget de l’Union européenne est l’acte juridique qui prévoit et autorise, pour chaque exercice annuel, l’ensemble des crédits pour les recettes et dépenses estimées nécessaires de l’Union européenne et de la Communauté européenne de l’énergie atomique. Il donne aux institutions de l'Union européenne les ressources dont elles ont besoin pour fonctionner et conduire les politiques qui ressortissent de leurs compétences. Contrairement aux États dont les budgets peuvent être en déséquilibre, les prévisions des recettes de l’exercice doivent être égales aux crédits de paiement pour ce même exercice. Le budget est établi et exécuté en euros depuis 1999. L'élaboration du budget relève d'un processus inter-institutionnel qui associe étroitement le Conseil, le Parlement européen et la Commission européenne. Les principales dispositions le régissant figurent pour la plupart dans les articles 310 à 324 du Traité sur le fonctionnement de l'Union européenne (TFUE).
Le budget annuel de l’UE s’inscrit dans un cadre financier pluriannuel (CFP) fixé pour sept ans qui détermine les montants maximums que l’UE peut dépenser chaque année par domaine et programme d'action. Le CFP établi pour la période 2014-2020 a pris fin ; le CFP 2021-2027 est le nouveau cadre de référence qui a servi pour établir le budget de l'exercice 2021. Pendant la période 2014-2020, le budget annuel de l’UE a représenté un peu plus de 1 % de la richesse produite chaque année par les pays membres de l’UE (RNB). Dans le contexte de la crise induite par la pandémie de Covid-19 en Europe, le plafond budgétaire de l'UE a été augmenté dans le CFP 2021-2027 : ainsi, les crédits de paiement du budget 2021 d'un montant de 166,1 milliards d'euros représentent 1,19 % du RNB total des États membres prévu de 14 000 milliards d'euros.
Au total, les ressources financières de l'UE pour la période 2021-2027 s'élèvent à 1 824,3 milliards d'euros de crédits d'engagement aux prix 2018, qui se composent du CFP 2021-2027 à hauteur de 1 074,3 milliards d'euros et du plan de relance doté de 750 milliards d'euros. Baptisé « NextGenerationEU », ce dernier est un instrument temporaire pour la relance, destiné à réparer les dommages économiques et sociaux causés par la pandémie due à la Covid-19.
L'UE ne prélève directement aucun impôt. Ses ressources budgétaires sont donc des contributions versées par les États membres. La principale d'entre elles, dite « ressource RNB », est basée sur le poids économique de chacun d'eux. Elle représente selon les années entre les deux tiers et les trois quarts des ressources totales du budget. Les autres sources de financement sont des ressources propres traditionnelles (principalement des droits de douane), une fraction de la TVA perçue par les États membres ainsi que des amendes et taxes diverses. L'Allemagne est le premier contributeur au budget européen, suivie de la France et de l'Italie.
Le premier poste de dépenses est la politique agricole commune, mais sa part décroît depuis le début des années 2000 ; elle représentait encore 37 % des dépenses du CFP 2014-2020 mais sa part est de 31 % des crédits inscrits dans le CFP 2021-2027. Le deuxième poste de dépenses est la politique régionale de l'UE, qui mobilise plus de 30 % des ressources budgétaires et dont l'objectif est de réduire les inégalités entre les régions afin de renforcer la cohésion économique et sociale de l'Union. Les dépenses d'administration de l'UE représentent moins de 7 % de son budget. La Pologne est le premier bénéficiaire des budgets européens, suivie de la France.

## Historique

### Évolutions législatives
Les trois Communautés européennes créées dans les années 1950, la CECA, la CEE et Euratom, ont dès l'origine un budget propre. Le processus budgétaire, la nature des dépenses, le mode de financement et les pouvoirs budgétaires respectifs des institutions européennes ont fait l'objet de nombreuses réformes, dans les traités et les réglementations. L’élaboration du budget a toujours fait l’objet de tensions entre les institutions européennes et les États membres, et les réformes des dépenses ont été étroitement liées à celles du financement.
Établie en 1952, la Haute Autorité, organe exécutif de la CECA, exerçait des pouvoirs importants dans les domaines du charbon et de l’acier parmi lesquels un droit de prélèvement direct d'impôts afin de financer ses dépenses de fonctionnement et de recherche. Pour favoriser l’adaptation des secteurs du charbon et de l’acier, la CECA pouvait prêter de l’argent provenant d’emprunts sur les marchés financiers. Cette possibilité n'a pas été reprise dans les traités européens ultérieurs. Les dispositions figurant dans les traités de Rome de 1957 relatives aux budgets de la CEE et de l'Euratom, constituent encore la base de la procédure budgétaire de l'Union européenne. Chaque institution et agence transmettait une estimation de ses futurs besoins financiers au cours du premier semestre de chaque année. La Commission proposait le budget de l’année suivante avant le mois de septembre. Le Conseil décidait, par un vote à la majorité qualifiée de ses membres, avant octobre. L’Assemblée disposait d’un mois pour proposer des modifications. Le Conseil arrêtait ensuite une décision finale à la majorité qualifiée ou à l’unanimité en fonction du domaine d’action. Contrairement à celui de la CECA, les budgets de la CEE et d'Euratom devaient être en équilibre.
Entré en vigueur le 1er juillet 1967, le Traité instituant un Conseil unique et une Commission unique des Communautés européennes fusionne les institutions exécutives des trois Communautés et met en place le budget des Communautés européennes qui couvre les dépenses de fonctionnement des trois Communautés. Les dispositions financières figurant dans ce traité prévoient que ce budget soit équilibré en recettes et en dépenses. Ce traité marque le début de la fin des spécificités de la CECA en matière financière et budgétaire. Le traité CECA a expiré en 2002 et les dispositions financières relatives au charbon et à l'acier sont alors devenues entièrement du ressort du budget de l'Union européenne,.
Le traité de Luxembourg (1970) et le traité de Bruxelles (1975) adaptent substantiellement les règles applicables au budget. Le traité de Luxembourg coïncide avec le premier élargissement de la Communauté au Danemark, à l’Irlande et au Royaume-Uni, et avec la décision du Conseil de mettre en place des ressources propres pour le budget des Communautés européennes. Le rôle de l'Assemblée est accru en 1970 par le droit qui lui est donné de proposer des amendements au projet de budget adopté par le Conseil. Puis, en 1975, le Parlement obtient le pouvoir de rejeter définitivement le budget proposé par le Conseil à la majorité des deux-tiers. Une Cour des comptes est créée par le traité de 1975.
Durant les années 1970 et 1980, la fixation des budgets annuels est source de nombreux désaccords entre le Conseil et le Parlement, dont la légitimité est renforcée depuis son élection au suffrage universel à partir de 1979. Au milieu des années 1980, les Communautés européennes sont confrontées à une crise budgétaire résultant à la fois de la baisse des ressources propres et de l'augmentation des dépenses parmi lesquelles notamment celles relatives à la cohésion régionale au bénéfice de la Grèce, du Portugal et de l'Espagne en vue de préparer le marché intérieur, et celles de la politique agricole commune.
Le président de la Commission européenne, Jacques Delors, propose le 18 février 1987 une première réforme de la procédure budgétaire. Connue sous le nom de « Paquet Delors I », elle introduit la notion de « perspectives financières pluriannuelles ». De nouvelles règles budgétaires sont adoptées pour la période 1988-1992. Tirant un bilan positif de cette première expérience de cinq années, la Commission présente en 1992 le « Paquet Delors II » qui fixe des perspectives financières pour la période 1993-1999, soit pour sept ans.
Le traité de Lisbonne pérennise l'élaboration d'un cadre financier pluriannuel. Les dispositions de base le régissant figurent à l'article 312 du TFUE. Le cadre financier fixe les montants des plafonds annuels des crédits pour engagements par catégorie de dépenses et du plafond annuel des crédits pour paiements. Les catégories de dépenses, d'un nombre limité, correspondent aux grands secteurs d'activité de l'Union.

### Natures de dépenses
À l'origine, les budgets couvrent essentiellement les dépenses de fonctionnement des institutions européennes. Institué par le traité de Rome de 1957, le Fonds social européen (FSE) a pour mission de promouvoir à l'intérieur de la Communauté les facilités d'emploi et la mobilité géographique et professionnelle des travailleurs. Sa mise en place en 1958 marque le lancement de la première politique de dépenses de la CEE. Le FSE est le plus ancien des cinq fonds structurels de la politique européenne de cohésion économique, sociale et territoriale inscrits dans le cadre financier pluriannuel 2014-2020.
Également instituée par le traité de Rome, la politique agricole commune voit le jour en 1962. Ses objectifs initiaux sont de garantir aux agriculteurs des prix supérieurs aux cours mondiaux afin d'augmenter la production et la productivité agricoles et d'assurer de meilleurs revenus aux agriculteurs. Dans les années 1980, la PAC représente plus de la moitié du budget de la CEE. Elle est révisée en profondeur à plusieurs reprises, mais est le deuxième poste de dépenses du CFP 2014-2020 dans lequel la PAC est financée par deux fonds relevant du budget de l’UE : le Fonds européen agricole (FEAGA), qui apporte un soutien direct et finance des mesures de marché, et le Fonds européen agricole pour le développement rural (FEADER), qui finance le développement rural,.
La politique régionale européenne prend forme au début des années 1970, sous la pression de la récession entraînée par le premier choc pétrolier en 1974 et de l'élargissement de la CEE. Le Fonds européen de développement régional (FEDER) est créé en 1975,. La politique régionale est devenue la principale politique d'investissement de l'UE. Elle est mise en œuvre par le biais de deux fonds principaux : le Fonds européen de développement régional (FEDER) et le Fonds de cohésion.
Le traité de Luxembourg (1970) crée une distinction entre les dépenses découlant obligatoirement du traité fondateur ou des actes arrêtés en vertu de celui-ci (DO), et les autres dépenses non obligatoires (DNO). La répartition des pouvoirs budgétaires entre le Conseil et le Parlement diffèrent légèrement selon la catégorie de dépenses. Les subventions directes dans les secteurs de l’agriculture et de la pêche, ainsi que les dépenses liées aux accords internationaux sont considérées comme des DO, alors que presque toutes les autres sont des DNO. Cette distinction est supprimée par le traité de Lisbonne signé en 2007.

### Natures de recettes
La CECA, mise en place en 1951, était directement financée par des taxes sur la production de charbon et d'acier, sans dépendre des budgets nationaux. Pour la CEE un système de financement différent est adopté qui s'appuie sur des contributions directes de ses États membres.
Cependant, le 21 avril 1970, le Conseil adopte une décision relative au remplacement progressif des contributions financières des États membres par des ressources propres aux Communautés. Ces ressources sont, à partir de 1971, les taxes prélevées sur les échanges avec les pays non membres dans le cadre de la politique agricole commune, et les droits du tarif douanier commun. À partir de 1975, ces ressources sont complétées par celles provenant de la taxe sur la valeur ajoutée (TVA) et obtenues par l'application d'un taux qui ne peut dépasser 1 % à une assiette déterminée d'une manière uniforme pour les États membres, selon des règles communautaires. La part de la TVA revenant à l'Europe est collectée par les États, qui la rétrocèdent à la Commission européenne.
Contrairement aux contributions financières annuelles des États, les ressources propres sont des recettes affectées une fois pour toutes à la communauté pour financer son budget et lui revenant de droit sans qu'une décision ultérieure des autorités nationales ne doive intervenir. Les États membres sont ainsi obligés de mettre à disposition de la Communauté les versements au titre du budget annuel.
En 1988, une quatrième ressource est ajoutée pour répondre à la baisse des prélèvements agricoles et des taxes douanières, résultant de la libéralisation des échanges internationaux sous l'égide de l'OMC, sous la forme d'une contribution directe des États en fonction de leur produit intérieur brut. En 2000, ces contributions des États représentent 40 % du budget européen ; elles en représentent 75 % en 2013.
Le mécanisme des ressources propres est maintenu mais révisé dans le traité de Lisbonne de 2007. Les principales dispositions en vigueur en 2020 sont les articles 311 et 322 du TFUE, les articles 106 bis et 171 du traité Euratom. Leur mise en œuvre est précisée par des décisions et règlements validés en 2014 dans le cadre de l'adoption du CFP 2014-2020.

## Cadre législatif et règlementaire
Dans les traités, les dispositions actuelles relatives au budget de l'Union européenne figurent pour la plupart dans les articles 310 à 324 du Titre II Dispositions financières de la Partie VI Dispositions institutionnelles et financières du Traité sur le fonctionnement de l'Union européenne. Les dispositions budgétaires relatives au financement  de la politique étrangère et de sécurité commune (PESC) figurent dans le Traité sur l'Union européenne.
Les règles détaillées relatives à l’établissement et à l’exécution du budget général de l’Union européenne et de la Communauté européenne de l’énergie atomique ainsi qu’à la reddition et à la vérification de leurs comptes figurent dans le règlement financier applicable au budget général de l'UE. Ce règlement financier a été révisé à plusieurs reprises. La version du 25 octobre 2012 est la référence pour les budgets des années 2013 à 2018 inclus. Sa version la plus récente a été adoptée en juillet 2018 à l’issue d’une procédure législative engagée par la Commission européenne en 2016 à la suite d’une consultation publique. Il comporte une réforme importante visant à mettre en place des règles plus simples, plus transparentes et plus souples pour les fonds de l’UE,,.
Le cadre financier pluriannuel prévu à l'article 312 du TFUE est fixé par un règlement spécifique du Conseil de l'Union, après approbation par le Parlement européen. Le règlement initial relatif au CFP 2014-2020 de décembre 2013 a été modifié à plusieurs reprises dans le cadre, prévu à l'origine, d'un réexamen à mi-parcours et pour tenir compte des évènements imprévus survenus depuis,,.

### Principes généraux
Le budget de l'UE repose sur huit principes :
- l’annualité, qui signifie que les recettes et les dépenses sont votées pour un exercice courant du 1er janvier au 31 décembre d'une année ;
- l’équilibre, qui signifie que le budget ne peut être déficitaire ou excédentaire. Cependant, des budgets supplémentaires ou rectificatifs (BR) sont possibles ;
- l’unité et la vérité budgétaire, qui prévoit que l'ensemble des dépenses et recettes soient regroupées dans un seul document budgétaire pour l'ensemble des institutions et que tout doit être inscrit (pas de contraction de dette par exemple) ;
- l’universalité (ou « principe de non affectation »), qui signifie que les recettes ne doivent pas être affectées à des dépenses précises (un État membre ne peut demander d'affecter sa participation à une politique particulière) ;
- la spécialité qui veut que chaque crédit soit utilisé pour ce pour quoi il a été affecté ;
- un engagement de bonne gestion financière, cela sous-entend une gestion menée avec économie, efficacité et efficience ;
- la transparence, qui prévoit la publication de l'établissement et l'exécution du budget et de la reddition des comptes ;
- l'unité de compte, qui prévoit que l'euro est l'unité comptable (même si certaines transactions sont effectuées dans d'autres monnaies).

### Procédure de mise en place
La procédure de mise en place du budget est définie par le traité de Rome. Elle se subdivise en plusieurs étapes qui se déroulent l'année précédant l'exécution du budget.
1. La première étape consiste en l'établissement, par chacune des institutions européennes (à l'exception de la Banque centrale européenne), d'un état prévisionnel de leurs dépenses. Ce dernier doit être dressé avant le 1er juillet. La Commission européenne élabore ensuite l’avant-projet de budget qui est le groupement de tous ces états, puis y joint son avis. Cet avant-projet comprend une prévision des recettes et une prévision des dépenses[6].
2. Le Conseil de l'Union européenne est ensuite saisi par la Commission avant le 1er septembre. Après consultation de la Commission, le Conseil se tourne vers les institutions dont il entend revoir l'état prévisionnel ce qui le conduit à s'écarter de l'avant-projet. Après discussion et rectification, l'avant-projet devient « projet de budget » et est transmis au Parlement européen[6].
3. Le Parlement doit être saisi au plus tard le 1er octobre. Ce dernier peut proposer de modifier la répartition des dépenses « non obligatoires ». Un délai de quarante-deux jours est instauré après cette transmission:
  1. si le Parlement approuve la position du Conseil, le budget est adopté.
  2. si le Parlement n'a pas statué, le budget est considéré comme adopté.
  3. si le Parlement a adopté à la majorité de ses membres des amendements, le projet amendé est renvoyé au Conseil et à la Commission. Le comité de conciliation est alors convoqué par le président du Parlement avec l'accord du président du Conseil. Ce comité n'a pas à se réunir si, dans un nouveau délai de dix jours après la transmission, le Conseil approuve les nouveaux amendements[6].
4. Le Conseil, après discussions avec la Commission et les institutions intéressées, statue dans les conditions suivantes :
  1. le Conseil peut à nouveau modifier chacun des amendements adoptés par le Parlement européen en statuant à la majorité;
  2. en ce qui concerne les propositions de modification[6] :
    1. si une modification proposée par le Parlement européen n'augmente pas le montant global des dépenses d'une institution, le Conseil peut rejeter cette proposition de modification. À défaut d'une décision de rejet, la proposition de modification est acceptée[6],
    2. si une modification proposée par le Parlement européen a pour effet d'augmenter le montant global des dépenses d'une institution, le Conseil peut accepter cette proposition de modification. À défaut d'une décision d'acceptation, la proposition de modification est rejetée[6],
    3. si le Conseil rejette une modification, il peut soit maintenir le montant figurant dans le projet de budget, soit fixer un autre montant[6].
5. Dans un délai de quinze jours après la communication du projet, le Parlement européen peut à la majorité et des trois cinquièmes des suffrages exprimés, amender ou rejeter les modifications apportées par le Conseil. Le budget est donc arrêté. Si, dans ce délai, le Parlement n'a pas statué, le budget est arrêté[6].
6. Lorsque la procédure prévue au présent article est achevée, le président du Parlement constate que le budget est définitivement arrêté[6].
7. Toutefois, le Parlement européen peut, pour des motifs importants, rejeter le projet de budget et demander la mise en place d'un nouveau projet[6].

### Comité de conciliation
Le comité de conciliation réunit les membres du Conseil ou leurs représentants et autant de membres représentant le Parlement européen. Sa mission est d'établir un accord entre les positions du Parlement européen et du Conseil afin de dresser un projet commun à la majorité qualifiée des membres du Conseil (ou de leurs représentants) et à la majorité des membres représentant le Parlement européen. Cet accord doit être trouvé et voté dans un délai de vingt et un jours à partir de sa convocation.
Le comité de conciliation travaille avec la Commission et prend toutes les initiatives nécessaires afin de concilier le Parlement et le Conseil.

## Recettes du budget

### Ressources propres
| Nombre d'États membres             | EU-15   | EU-27    | EU-28    | EU-28    |
| Catégorie de ressources            | 2000    | 2007     | 2014     | 2018     |
| ---------------------------------- | ------- | -------- | -------- | -------- |
| Ressources propres traditionnelles | 15,3    | 16,6     | 16,4     | 20,2     |
| Ressources basées sur la TVA       | 35,2    | 19,4     | 17,7     | 17,6     |
| Ressources basées sur le RNB       | 37,5    | 74,0     | 98,9     | 105,8    |
| Autres ressources                  | 4,7     | 7,6      | 10,9     | 15,0     |
| Total ressources budget UE         | 92,7    | 117,6    | 143,9    | 158,6    |
| RNB total des États membres        | 9 085,3 | 12 872,0 | 13 921,7 | 15 886,7 |
| Ratio budget UE / RNB              | 1,02 %  | 0,91 %   | 1,03 %   |          |

Depuis 1988, les ressources propres de financement du budget de l'UE sont les suivantes :
- les ressources propres traditionnelles, qui comprennent :
  - les droits de douane, perçus aux frontières extérieures de l'Union sur les importations en provenance de pays tiers à la Communauté.
  - les droits agricoles et la cotisation sucre, dont les prélèvements agricoles perçus sur les importations de produits agricoles couverts par la politique agricole commune (PAC)
- le prélèvement sur la TVA, qui résulte d'un transfert à la communauté d'une fraction de la TVA perçue par les États membres.
- la ressource « RNB », contribution imposée à chaque État au taux forfaitaire et uniforme d'une fraction du revenu national brut (RNB).

L’accord de 1988 marque l’apparition des ressources basées sur le RNB. Une fois épuisées les recettes provenant des droits de douane, des taxes et de la TVA, le montant restant ou la différence est couvert à parts égales par les États membres sur la base de leur PNB.
Si la nature des ressources propres est demeurée inchangée, leurs parts respectives ont beaucoup évolué au fil des réformes successives des modes de calcul et des mécanismes de correction en faveur du Royaume-Uni et d'autres États. Introduite en 1988, la ressource basée sur le RNB est devenue de loin la plus importante.
Le Brexit représente, pour l'Union européenne, jusqu'à 75 milliards de moindres ressources pour le cadre financier pluriannuel 2021-2027.

Répartition des recettes du budget de l'UE en % des natures de ressources propres
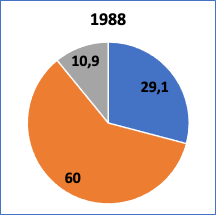
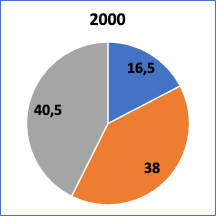
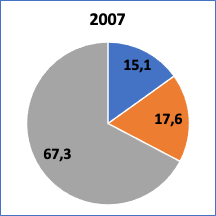
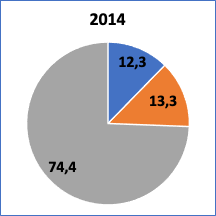

- Ressources propres traditionnelles (droits de douane, droits agricoles).
- Ressources basées sur la TVA.
- Ressources basées sur le RNB.

### Autres ressources
| Budget initial | Recti- ficatifs | Budget final | Reports 2018 | Recettes affectées | Total   |
| 1              | 2               | 3=1+2        | 4            | 5                  | 6=3+4+5 |
| -------------- | --------------- | ------------ | ------------ | ------------------ | ------- |
| 148,2          | 0,3             | 148,5        | 1,8          | 20,4               | 170,7   |

Le budget est également alimenté par d'autres recettes : l'impôt européen sur les rémunérations du personnel de l'UE, les « recettes affectées » qui sont utilisées en vue de financer des dépenses spécifiques, les amendes infligées aux entreprises qui enfreignent les règles de concurrence ou d'autres lois, et l'excédent budgétaire de l'exercice précédent qui peut être reporté sur l'exercice suivant. Les sources de « recettes affectées » sont des récupérations de fonds provenant essentiellement de la politique agricole commune et des participations de pays tiers à des projets communautaires.
Ces autres ressources représentent des montants importants qui viennent s'ajouter au budget voté qui ne porte que sur les ressources propres et les impôts payés par les personnels de l'UE ainsi que les dépenses qu'elles financent.
Le plan de relance "Next EU Generation" de 750 milliards d'euros, financé par un emprunt contracté par l'Union européenne, est l'occasion d'un débat sur la création de nouvelles ressources propres pour le financer. Sont à ce jour à l'étude une taxe numérique sur les GAFA, une taxe sur les transactions financières, ou encore une taxe sur la base des ACCIS.

### Rabais accordés à certains États
Plusieurs États ont demandé à bénéficier d'un rabais sur leur contribution telle que calculée sur les bases appliquées à tous les États membres. Ces réductions sont supportées par les autres États membres, en proportion de leur propre contribution. La plus importante de ces réductions de contribution est celle dont bénéficie le Royaume-Uni depuis une décision du Conseil européen de Fontainebleau en juin 1984, mais d'autres pays en ont obtenu :
- Rabais britannique : le Royaume-Uni est remboursé à hauteur de 66 % de la différence entre sa contribution et ce qu’il reçoit en retour du budget de l'UE. Le coût de la correction britannique est réparti entre les États membres proportionnellement à leur contribution calculée en fonction du RNB[31]. Toutefois, depuis 2002, cette part est limitée à 25 % de leur part de financement normale pour l’Allemagne, les Pays-Bas, l’Autriche et la Suède.
- Par une décision du Conseil européen des 7 et 8 février 2013 consacré au CFP 2014-2020, le Danemark, les Pays-Bas et la Suède bénéficient pour la période 2014-2020 de réductions brutes de leur contribution annuelle fondée sur le RNB, soit 130 millions, 695 millions et 185 millions d’euros (exprimés en prix de 2011) respectivement. L’Autriche bénéficie aussi d’une réduction brute de sa contribution annuelle calculée en fonction du RNB de 2014 à 2016[32],[33].
- Pour la période 2014-2020 uniquement, les taux réduits d’appel de TVA pour l’Allemagne, les Pays-Bas et la Suède sont fixés à 0,15 % (le taux d’appel normal est de 0,30 %).

Le rabais britannique représente sur 30 ans, de 1985 à 2014, un montant total d'environ 111 milliards d'euros. Durant les 7 années du CFP 2007-2013, ce rabais s'élève à 4,6 milliards par an en moyenne. En 2019, la contribution britannique de 22,4 milliards sur la base des règles générales est réduite de 5,0 milliards d'euros par le mécanisme de rabais. Avec le Brexit en 2020 se pose la question de la suppression des "rabais sur rabais".

### Contributions par État membre
Pour des raisons techniques, il est temporairement impossible d'afficher le graphique qui aurait dû être présenté ici.

- Contribution au budget de l'UE (total des ressources propres) par État.
- Dépenses de l'UE allouées par État.
- Operating budgetary balance - OBB (solde de la part des contributions basées sur le RNB et la TVA et des dépenses allouées hors administration).

Sur le diagramme ci-contre figurent les six États de l'Union dont le solde entre leur contribution aux ressources du budget et les dépenses qui leur sont allouées est le plus élevé en 2019, soit en positif soit en négatif. L'Allemagne, la France, le Royaume-Uni, l'Italie, les Pays-bas et la Suède sont les États dont ce solde est le plus élevé en négatif. A contrario, la Pologne, la Hongrie, la Grèce, la Tchéquie, la Roumanie et le Portugal bénéficient du solde positif le plus élevé.
La Commission européenne calcule ce solde, appelé Operating budgetary balance (OBB), en prenant en compte :
- les contributions versées sur la base du RNB et de la TVA, ainsi que les celles résultant des rabais accordés à certains pays (les contributions basées sur droits de douane ne sont pas prises en compte),
- les dépenses du budget de l'UE allouées, à l'exception des dépenses d'administration de l'Union et des dépenses préaffectées.

La France est, en 2019, le pays dont l'OBB est en négatif le deuxième plus élevé de l'UE (6,8 milliards d'euros) après celui de l'Allemagne (14,3 milliards d'euros). Elle est aussi le deuxième pays après la Pologne qui bénéficie le plus des fonds de l'Union européenne (respectivement 15,1 milliards et 16,4 milliards,.

### Conséquences du Brexit
Le Brexit rend caduques les dispositions relatives au Royaume-Uni. 
Le 12 janvier 2017, Mario Monti avec des experts de la Commission, du Parlement européen et du Conseil publient une proposition pour un nouveau mode de calcul des recettes, plus indépendant des ressources nationales. Aujourd'hui, seul un tiers des recettes est issu de la TVA et des droits de douane. Le rapport propose de revenir à un système de ressources propres plus importantes comme dans les années 1970 et 1980. Les recettes pourraient ainsi êtres assises sur diverses sources : transactions financières, taxe sur les émissions de dioxyde de carbone ou le diesel, impôt sur les bénéfices des multinationales.

## Dépenses du budget

### Plafonnement des dépenses
| CFP       | % PNB      | % PNB    |
| CFP       | Engagement | Paiement |
| --------- | ---------- | -------- |
| 1988-1992 | 1,20 %     | 1,15 %   |
| 1993-1999 | 1,28 %     | 1,22 %   |
| 2000-2006 | 1,08 %     | 1,07 %   |
| 2007-2013 | 1,05 %     | 1,00 %   |
| 2014-2020 | 1,00 %     | 0,95 %   |
| 2021-2027 |            |          |

Depuis le début des années 1970, le budget annuel est plafonné à hauteur de 1 % du PNB des États membres. À partir de 1988, les plafonds annuels sont fixés lors de la détermination des perspectives financières pluriannuelles, institutionnalisées et rebaptisées cadres financiers pluriannuels par le traité de Lisbonne.
Pour la période de programmation 1988-1992, le plafond des engagements est porté de 1 % à 1,20 % en raison de la décision d’investir dans la mise en place du marché intérieur, en particulier dans le domaine de la cohésion dans les régions les moins développées. En 1993, ce pourcentage est passé à 1,28 % afin de permettre un plus grand investissement dans la cohésion lors de la préparation de l’entrée en vigueur de l’euro à la fin des années 1990, ainsi que dans les politiques internes qui incluent la recherche et l’innovation.
Pour la période suivante de programmation, de 2000 à 2006, la priorité est de préparer les anciens États membres à l’élargissement de l’Union européenne de 2004. Les montants destinés aux politiques internes telles que la recherche et l'innovation ainsi que l’aide de préadhésion sont augmentés, tandis que les dépenses agricoles sont réduites. Il en est résulté une réduction du budget, plafonné à 1,08 % du PNB. Les dépenses relatives à la période 2007-2013 sont à nouveau réduites et plafonnées à 1,05 % du revenu national brut (RNB).
Pour le CFP 2014-2020, les dépenses en termes réels ont encore été réduites à 1,00 % du revenu national brut (RNB). Le financement de la compétitivité, en particulier de la R&I, est augmenté, tandis que le financement de l’agriculture est diminué.

### Catégories de dépenses
La structure des dépenses inscrites au budget général de l'UE évolue sensiblement dans le temps. Les dépenses de l'Union européenne se subdivisent en six grands ensembles : le financement de la politique agricole commune (PAC), les programmes en soutien de la politique régionale et de la politique sociale de l'UE dans le but de diminuer les disparités et d'améliorer la cohésion d'ensemble de l'Union, les dépenses directement dévolues à l'environnement et à la transition écologique, les dépenses relatives aux autres politiques de l'UE, les dépenses de politiques externes et d'aide à la préadhésion, et les dépenses d'administration.

Répartition du budget de l'UE prévue par les cadres financiers pluriannuels depuis 2000
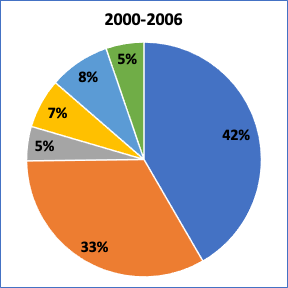
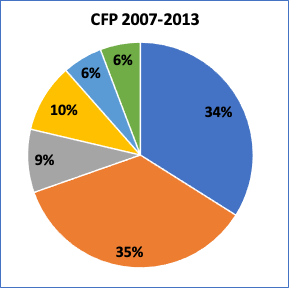
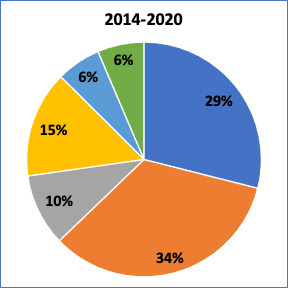

- Politique agricole
- Politiques régionales et sociales
- Environnement et développement rural
- Autres politiques de l'UE
- Action extérieure / Europe dans le monde
- Administration

### Évolution du budget entre 2000 et 2019

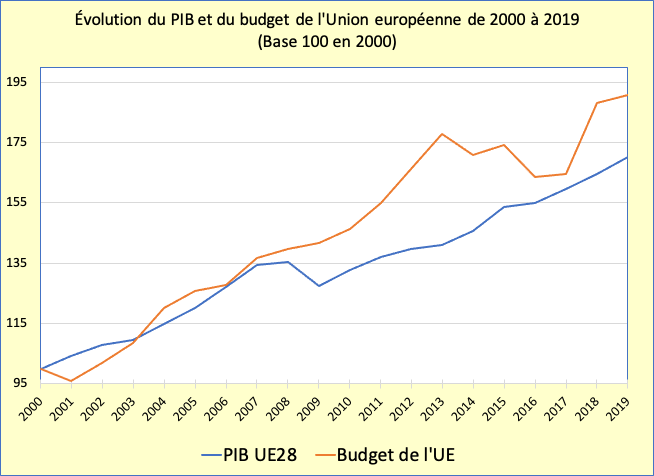
Évolution du PIB et du Budget de l'UE entre 2000 et 2019 (base 100 en 2000).

Le budget de l'Union européenne est strictement encadré par les États qui n'ont jamais souhaité l'augmenter de façon significative. Le montant total des dépenses fluctue autour de 1 % du PIB des États membres. Toutefois, après la crise financière de 2008, le budget de l'UE croît plus vite que le PIB des États membres. Cette tendance s'inverse à partir de 2014, première année du CFP 2014-2020 placé sous le signe de la rigueur budgétaire. En 2018, le niveau des dépenses croît à nouveau sous la pression d'un environnement difficile, puis se stabilise en 2019 à ce niveau élevé.
De 2017 à 2018, les dépenses passent de 137,4 à 156,9 milliards d'euros. Cet accroissement important concerne essentiellement les dépenses de cohésion économique, sociale et territoriale. Les fonds consacrés aux régions les moins développés passent de 17,3 à 28,1 milliards d'euros, et les fonds consacrés aux autres régions et à la cohésion progressent dans des proportions voisines. Au total, ces dépenses de cohésion (rubrique 1b du CFP 2014-2020) passent de 35,7 à 54,5 milliards.
De 2017 à 2019, les dépenses relatives à la sécurité et la citoyenneté (rubrique 3 du CFP 2014-2020) progressent de 14 % en moyenne pour atteindre 3,26 milliards d'euros, un chiffre modeste toutefois en valeur absolue. Mais les budgets du Fonds asile, migration et intégration et du Fonds de sécurité intérieure progressent respectivement de 40 % et de 22 %, pour atteindre 886 et 529 millions d'euros en 2019. Ces augmentations sont le résultat de la crise migratoire et d'enjeux de sécurité aux frontières de l'UE.

## Cadre financier pluriannuel

### Procédure d'adoption
La procédure d'adoption du CFP prévoit que « le Conseil, statuant conformément à une procédure législative spéciale, adopte un règlement fixant le cadre financier pluriannuel. Il statue à l'unanimité, après approbation du Parlement européen, qui se prononce à la majorité des membres qui le composent ». La formation "Conseil des affaires générales" est chargée de l'adoption du cadre financier pluriannuel.

### Base juridique
La base juridique du CFP repose en 2021 sur :
- l'article 312 du traité sur le fonctionnement de l'Union européenne (traité FUE, ou traité de Rome modifié) ;
- le règlement (UE, Euratom) 2020/2093 du Conseil du 17 décembre 2020 fixant le cadre financier pluriannuel pour la période 2021-2027[41] ;
- la décision (UE, Euratom) 2020/2053 du Conseil du 14 decembre 2020 relative au système des ressources propres de l’Union européenne[42] ;
- le règlement (UE, Euratom) 2020/2092 du Parlement européen et du Conseil du 16 décembre 2020 relatif à un régime général de conditionnalité pour la protection du budget de l’Union ;
- le règlement (UE, Euratom) 2020/2094 du Conseil du 17 décembre 2020 établissant un instrument de l’Union européenne pour la relance en vue de soutenir la reprise à la suite de la crise liée à la COVID-19 ;
- l'accord interinstitutionnel du 16 décembre 2020 entre le Parlement européen, le Conseil et la Commission européenne sur la discipline budgétaire, la coopération en matière budgétaire et la bonne gestion financière, ainsi que sur de nouvelles ressources propres, comportant une feuille de route en vue de la mise en place de nouvelles ressources propres.

### Perspectives financières 2000-2006
L'accord interinstitutionnel conclu le 6 mai 1999 entre le Parlement européen, le Conseil et la Commission, porte sur les perspectives financières pour chacune des années de la période 2000-2006 et l'amélioration de la procédure budgétaire. Cet accord est modifié le 19 mai 2003 par une décision du Parlement européen et du Conseil relative à l'adaptation des perspectives financières en fonction de l'élargissement de l'Union européenne à dix nouveaux membres, portant à 25 le nombre de ses membres.
Les perspectives financières établissent, pour chaque rubrique ou sous-rubrique, des plafonds de dépenses en crédits pour engagements et en crédits pour paiements. Les institutions s'engagent à respecter ces plafonds au cours de chaque procédure budgétaire correspondante et au cours de l'exécution du budget de l'exercice budgétaire concerné.

### Cadre financier 2007-2013
| Crédits d'engagement en milliards d'euros aux prix courants | Crédits |
| ----------------------------------------------------------- | ------- |
| 1. Croissance durable                                       | 437,8   |
| 1a. Compétitivité pour la croissance et l'emploi            | 89,4    |
| 1b. Cohésion économique, sociale et territoriale            | 348,4   |
| 2. Conservation et gestion des ressources naturelles        | 413,0   |
| PAC Pilier I - Soutien au marché et paiements directs       | 330,0   |
| PAC Pilier II - Développement rural                         |         |
| 3. Citoyenneté, liberté, sécurité et justice                | 12,2    |
| 4. L'UE dans le monde                                       | 55,9    |
| 5. Administration                                           | 55,9    |
| 6. Compensations                                            | 0,9     |
| Total crédits d'engagement                                  | 975,8   |
| Crédits en pourcentage du RNB                               | 1,00 %  |

Le cadre financier pluriannuel 2007-2013 est le premier après l'élargissement de l'Union à 12 nouveaux États d'Europe centrale et du Sud. Les négociations se déroulent dans un contexte de crise d'identité après l'abandon du traité établissant une constitution pour l'Europe.
Le CFP 2007-2013 a été adopté le 17 mai 2006 par le Parlement européen, le Conseil et la Commission, par la signature d'un accord interinstitutionnel sur la discipline budgétaire et la bonne gestion financière,.
Le CFP 2007-2013 traduit trois grandes priorités :
- Intégrer le marché unique dans un objectif plus large de croissance durable, en mobilisant les politiques économiques, sociales et environnementales (rubriques 1 et 2).
- Renforcer la citoyenneté européenne en mettant en place un espace de liberté, de justice, de sécurité et d'accès aux biens publics de base (rubrique 3).
- Construire un rôle cohérent pour l'Europe en tant qu'acteur mondial, à partir des valeurs européennes (rubrique 4).

Pour la première fois, les dépenses relatives à la politique régionale dépassent celles consacrées à la politique agricole commune.

### Cadre financier 2014-2020
| Crédits d'engagement en milliards d'euros aux prix courants | Crédits |
| ----------------------------------------------------------- | ------- |
| 1. Croissance intelligente et inclusive                     | 508,9   |
| 1a. Compétitivité pour la croissance et l'emploi            | 142,1   |
| 1b. Cohésion économique, sociale et territoriale            | 366,8   |
| 2. Croissance durable : ressources naturelles               | 420,0   |
| PAC Pilier I - Soutien au marché et paiements directs       | 312,7   |
| PAC Pilier II - Développement rural                         | 95,6    |
| 3. Sécurité et citoyenneté                                  | 17,7    |
| 4. L'UE dans le monde                                       | 66,3    |
| 5. Administration                                           | 69,6    |
| dont : Dépenses administratives des institutions            | 56,2    |
| 6. Compensations                                            | 0,03    |
| Total crédits d'engagement                                  | 1 082,6 |
| Crédits d'engagement en % du RNB                            | 1,00 %  |
| Total crédits de paiement                                   | 1 024,0 |
| Crédits de paiement en % du RNB                             | 0,95 %  |
| Marge disponible en % du RNB                                | 0,28 %  |
| Plafond des ressources propres en % du RNB                  | 1,23 %  |

Les négociations entre les institutions européennes relatives au CFP 2014-2020 ont duré deux ans et demi. En juin 2011, la Commission présente sa proposition de budget pluriannuel 2014-2020, accompagnée d'une communication intitulée Un budget pour la stratégie Europe 2020. Fin juin 2013, un accord politique est trouvé entre le Conseil et le Parlement européen sur un niveau global de dépenses inférieur d'environ 3,5 % à celui du précédent CFP,. Le travail législatif détaillé aboutit à la publication le 2 décembre 2013 du Règlement (UE, Euratom) no 1311/2013 fixant le cadre financier pluriannuel de l’Union européenne pour la période 2014-2020,.
L'accord sur les ressources intervient a posteriori le 26 mai 2014. Il dispose que le plafond des ressources propres devrait être égal à 1,23 % de la somme des RNB des États membres aux prix du marché pour les crédits pour paiements et le plafond pour les crédits pour engagements devrait être fixé à 1,29 % de la somme des RNB des États membres.
Le cadre financier pluriannuel fixe le budget d'engagements à 960,0 milliards d'euros aux prix de 2011, soit 1 082,6 milliards d'euros aux prix courants pour la période 2014-2020, dans un contexte où le chômage frappe aujourd'hui 5,6 millions de jeunes Européens. Ce plafond d'engagements représente 1 % du RNB total prévisionnel des États membres,.
La rubrique 1 Croissance intelligente et inclusive représente à elle seule 47 % du total. Elle inclut la politique régionale, la politique sociale et les grands programmes : recherche et innovation, éducation et formation, réseaux transeuropéens d'énergie, de transport et de télécommunications.
La rubrique 2 Croissance durable : ressources naturelles inclut les deux piliers de la politique agricole commune (PAC), la politique commune de la pêche (PCP) et le programme pour l’environnement et l’action pour le climat (LIFE). Le pilier I de la PAC correspond à l’aide au revenu des agriculteurs sous la forme de paiements directs et de mesures de soutien du marché. Le pilier II vise à favoriser le développement rural.
La rubrique 3 Sécurité et citoyenneté finance l'Espace de liberté, de sécurité et de justice européen.

### Cadre financier 2021-2027

#### Négociation
En mai 2018, la Commission présente ses premières propositions pour le futur CFP 2021-2027,. Afin de faire face à la crise imprévue liée à la pandémie de Covid-19, la Commission présente une proposition révisée en mai 2020. La proposition préparée par la Commission en mai 2020 repose sur un CFP 2021-2027 de 1 100 milliards d'euros, abondé pour les années 2021-2023 d'un instrument d’urgence européen pour la relance (dénommé Next Generation EU) doté d’une enveloppe de 750 milliards d'euros, dont 500 milliards sous forme de subventions et 250 milliards sous forme de prêts. Celle-ci est revue à la marge par le président du Conseil européen dans l'objectif de trouver un compromis en vue d'arriver à un accord entre les Vingt-Sept lors du Conseil européen extraordinaire qui se tient du 17 au 21 juillet.
L'accord politique obtenu à l'issue du Conseil européen de juillet porte sur un CFP ramené à 1 074 milliards d'euros afin de pouvoir augmenter les rabais consentis à quatre pays. L'Allemagne continue de bénéficier d'un rabais mais d'un niveau inchangé et sur un instrument de relance toujours d'un montant de 750 milliards d'euros mais dont la part de subventions est diminuée à 390 milliards.
Un accord entre la Commission, le Conseil et le Parlement européen intervient le 10 novembre 2020 sur une enveloppe budgétaire de 16 milliards d'euros en plus du paquet conclu le 21 juillet par les chefs d'État et de gouvernement,,. S'y adjoint un accord sur un régime de conditionnalité qui permet de protéger le budget de l'UE lorsqu'il est établi que des violations des principes de l'État de droit dans un État membre portent atteinte ou risquent fortement de porter atteinte à la bonne gestion financière du budget de l'UE. Tous les fonds de l'UE sont concernés, y compris les ressources allouées au titre de l'instrument de relance Next Generation EU,.
La Hongrie et la Pologne opposent leur véto à l'adoption par le Conseil de ce projet d'accord interinstitutionnel. Mais les négociations menées par la présidence allemande aboutissent à un accord politique entériné lors du Conseil européen du 10 décembre.
À la suite de l'approbation donnée par la neuvième législature du Parlement européen le 16 décembre 2020, le Conseil adopte le 17 décembre le règlement fixant le cadre financier pluriannuel (CFP) de l'UE pour la période 2021-2027.
Aux termes des articles 311 et 312 du TFUE, le volet recettes du CFP doit être ratifié par les États membres. Le 31 mai 2021, le Conseil annonce avoir reçu des 27 États membres de l'UE les notifications formelles concernant l'approbation de la décision relative aux ressources propres. Cette dernière étape du processus budgétaire pluriannuel habilite la Commission à emprunter, au nom de l'UE, jusqu'à 750 milliards d'euros aux prix de 2018 sur les marchés de capitaux.

#### Rubriques et programmes budgétaires 2021-2027
| Crédits d'engagement milliards d'euros (prix 2018), | Crédits d'engagement milliards d'euros (prix 2018), | CFP     | Next Gen EU | TOTAL   |
| Crédits d'engagement milliards d'euros (prix 2018), | Crédits d'engagement milliards d'euros (prix 2018), | 1 074,3 | 750,0       | 1 824,3 |
| --------------------------------------------------- | --------------------------------------------------- | ------- | ----------- | ------- |
| 1. Marché unique, innovation et numérique           | 1. Marché unique, innovation et numérique           | 132,8   | 10,6        | 143,4   |
|                                                     | dont Horizon Europe                                 | 76,4    | 5,0         | 81,4    |
| 2. Cohésion, résilience et valeurs                  | 2. Cohésion, résilience et valeurs                  | 377,8   | 721,9       | 1 099,7 |
|                                                     | dont FEDER                                          | 200,4   |             | 200,4   |
|                                                     | dont Fonds de cohésion                              | 42,6    |             | 42,6    |
|                                                     | dont Fonds social européen                          | 88,0    |             |         |
|                                                     | dont REACT-EU                                       |         | 47,5        | 47,5    |
|                                                     | dont Facilité de relance et de résilience           | 0,8     | 672,5       | 673,3   |
| 3. Ressources naturelles et environnement           | 3. Ressources naturelles et environnement           | 356,4   | 17,5        | 373,9   |
|                                                     | dont politique agricole commune                     | 342,9   | 7,5         | 350,4   |
| 4. Migration et gestion des frontières              | 4. Migration et gestion des frontières              | 22,7    |             | 22,7    |
| 5. Résilience, sécurité et défense                  | 5. Résilience, sécurité et défense                  | 13,2    |             | 13,2    |
| 6. Voisinage et le monde                            | 6. Voisinage et le monde                            | 98,4    |             | 98,4    |
| 7. Administration publique européenne               | 7. Administration publique européenne               | 73,1    |             | 73,1    |

Les ressources financières de l'UE pour la période 2021-2027 s'élèvent à 1 824,3 milliards d'euros de crédits d'engagement aux prix 2018, qui se composent du CFP 2021-2027 à hauteur de 1 074,3 milliards d'euros et du plan de relance doté de 750 milliards d'euros. Baptisé « NextGenerationEU », ce dernier est un instrument temporaire pour la relance, destiné à réparer les dommages économiques et sociaux causés par la pandémie due à la Covid-19,.
Comparé aux cadres financiers 2007-2013 et 2014-2020, ce nouveau budget à long terme se caractérise par :
- La diminution de la part relative des dépenses consacrées à la politique agricole commune (30,9 %) et de celles relatives à la politique régionale de l'Union européenne[Note 5] (30,5 %) ; en contrepartie, les « priorités nouvelles et renforcées » constituent la part la plus importante du CFP, soit 31,9 % ;
- L'affectation d'au moins 30 % du montant total des dépenses à des mesures en faveur d'objectifs climatiques, conformément aux engagements pris de mettre en œuvre l'accord de Paris, traduits concrètement dans le Pacte vert pour l'Europe[60] ;
- L'investissement dans la transformation numérique à hauteur de 20 % de NextGenerationEU.

Les dépenses sont ventilées en sept grandes rubriques qui recouvrent une quarantaine de programmes (les données chiffrées se rapportent aux crédits d'engagement aux prix 2018) :
- La rubrique 1 comprend les programmes relatifs à la promotion de la recherche, de l'innovation et de la transition numérique, ainsi qu'aux investissements stratégiques européens pour 143,381 milliards d'euros[70]. Ce sont notamment Horizon Europe[71] — programme-cadre de recherche et d'innovation de l'Union européenne destiné à succéder au programme Horizon 2020 — le projet de réacteur thermonucléaire expérimental international (ITER), les programmes spatiaux Galileo et Copernicus, et le mécanisme pour l'interconnexion en Europe (MIE) qui co-finance des investissements dans les domaines du transport, de l'énergie et du numérique[60].
- La rubrique 2 couvre la politique régionale de l'UE pour 243,087 milliards d'euros et la politique sociale à hauteur de 115,824 milliards d'euros. Ces budgets sont complétés par 47,500 milliards d'euros du plan de relance par le programme REACT-EU. À ces politiques traditionnelles, s'ajoute la « facilité pour la reprise et la résilience » qui consiste en un vaste soutien financier aux investissements publics et à des domaines tels que les transitions écologique et numérique. Le soutien prendra la forme de prêts (360,0 milliards d'euros) et de subventions (312,5 milliards d'euros) financés via NextGenEU.
- La rubrique 3 couvre la politique agricole commune (PAC) et les actions pour le climat et la promotion de la protection de l'environnement et de la biodiversité pour un montant de 356,374 milliards d'euros au titre du CFP, complété par 17,500 milliards d'euros du plan de relance. La PAC continue de reposer sur deux piliers : les aides directes aux agriculteurs et les mesures de marché (pilier I) via le Fonds européen agricole de garantie (FEAGA) doté de 258,594 milliards d'euros et le développement rural (pilier II) via le Fonds européen agricole pour le développement rural (FEADER) doté de 85,350 milliards d'euros[60].
- La rubrique 4 finance les mesures liées à la gestion des frontières extérieures, aux migrations et à l'asile pour un montant de 22,671 milliards d'euros 2018[70]. Le fonds asile et migration soutient les États membres dans leurs efforts pour accueillir les demandeurs d'asile et mettre en place des mesures d'intégration ; il est doté de 8,7 milliards d'euros. Le fonds pour la gestion intégrée des frontières aide les États membres dans l'exercice de la responsabilité partagée consistant à sécuriser les frontières extérieures de l'UE tout en préservant la libre circulation des personnes dans l'UE ; il est doté de 5,5 milliards d'euros. L'Agence européenne de garde- frontières et de garde-côtes dispose d'une enveloppe de 5,1 milliards d'euros[60].
- Les programmes financés au titre de la rubrique 5 concernent la sécurité intérieure, la réaction aux crises, le déclassement d'installations nucléaires ainsi que la défense pour un montant de 13,185 milliards d'euros[70]. À hauteur de 1,705 milliards d'euros, le Fonds pour la sécurité intérieure contribue à prévenir et combattre le terrorisme et la radicalisation, la grande criminalité organisée et la cybercriminalité. Le Fonds européen de la défense (FED), qui vise à renforcer la compétitivité, l'efficacité et la capacité d'innovation de la base industrielle et technologique de défense européenne, est doté de 7,014 milliards d'euros.
- La rubrique 6 finance l'action extérieure de l'Union (PESC) et l'aide aux pays qui se préparent à adhérer à l'Union à hauteur de 98,419 milliards d'euros. La plupart des instruments qui financent l’action extérieure de l’UE sont fusionnés en un nouvel instrument de voisinage, de coopération au développement et de coopération internationale (NDICI) — « L'Europe dans le monde » — qui bénéficie d'un budget de 70,800 milliards d'euros[72]. L'aide humanitaire est dotée de 10,260 milliards d'euros. L'aide de préadhésion, qui apporte un soutien aux pays bénéficiaires dans les efforts qu'ils déploient pour satisfaire aux critères d'adhésion, s'élève à 12,565 milliards d'euros[73].
- La rubrique 7 comprend les dépenses administratives des institutions européennes, les frais des écoles européennes et les retraites à hauteur de 73,102 milliards d'euros.

#### Plafonds de dépenses et ressources propres
| Données en % du RNB | CFP 2014-2020 | CFP 2014-2020 | CFP 2021-2027 | CFP 2021-2027 |
| Données en % du RNB | Engagement    | Paiement      | Engagement    | Paiement      |
| ------------------- | ------------- | ------------- | ------------- | ------------- |
| CFP                 | 1,29 %        | 1,23 %        | 1,46 %        | 1,40 %        |
| Plan de relance     | -             | -             | 0,60 %        | 0,60 %        |
| Plafond total       | 1,29 %        | 1,23 %        | 2,06 %        | 2,00 %        |

Les conséquences économiques et sociales de la pandémie de Covid-19 ont conduit les États membres à accepter une augmentation significative des plafonds de ressources propres. Le montant total des ressources propres attribué à l’Union pour couvrir les crédits annuels de paiement du CFP 2021-2027 est plafonné à 1,40 % de la somme des RNB de tous les États membres ; le montant total annuel des crédits d’engagement inscrit au budget de l’Union est limité à 1,46 % de la somme des RNB de tous les États membres. En sus, le plafond des ressources propres est relevé temporairement de 0,6 % pour couvrir le plan de relance Next GenerationEU,.

## Budgets annuels récents

### Budget 2019
| Budget 2019 (en milliards d'euros courants),     |            | 2019       | 2019     | 2018         |
| Budget 2019 (en milliards d'euros courants),     | CE Initial | CP initial | CP final | Budget final |
| ------------------------------------------------ | ---------- | ---------- | -------- | ------------ |
|                                                  |            |            |          |              |
| Total recettes                                   |            | 148,2      | 148,5    | 144,8        |
| Ressources propres traditionnelles               |            | 21,5       | 21,5     | 20,1         |
| Ressources basée sur la TVA                      |            | 17,8       | 17,7     | 17,1         |
| Ressources basée sur le RNB                      |            | 107,0      | 105,6    | 105,2        |
| Autres ressources                                |            | 1,9        | 3,7      | 2,4          |
|                                                  |            |            |          |              |
| Total dépenses                                   | 165,6      | 148,2      | 148,5    | 144,8        |
| 1. Croissance intelligente et inclusive          | 80,4       | 67,6       | 67,8     | 66,6         |
| 1a. Compétitivité pour la croissance et l'emploi | 23,2       | 20,6       | 20,3     |              |
| 1b. Cohésion économique, sociale et territoriale | 57,2       | 47,0       | 47,5     |              |
| 2. Croissance durable : ressources naturelles    | 59,6       | 57,4       | 57,8     | 56,0         |
| PAC I - Soutien au marché et paiements directs   | 43,2       | 43,1       | 43,1     |              |
| PAC II - Développement rural                     | 16,4       | 14,3       | 14,7     |              |
| 3. Sécurité et citoyenneté                       | 3,8        | 3,5        | 3,3      | 3,0          |
| 4. L'UE dans le monde                            | 11,3       | 9,4        | 9,0      | 8,9          |
| 5. Administration                                | 9,9        | 9,9        | 9,9      | 9,7          |
| Crédits en % du RNB                              | 1,00%      | 0,90%      |          |              |

Le budget initial 2019 est approuvé le 12 décembre 2018. Trois budgets complémentaires sont adoptés en 2019.
En crédits d’engagement (CE), le total des dépenses pour 2019 s’établit à 165,6 milliards d’euros, ce qui correspond à 1,00 % du RNB des États membres, soit une augmentation de 3,1 % par rapport au budget final 2018. En crédits de paiement (CP), les dépenses prévues par le budget initial se montent à 148,2 milliards d'euros, soit 0,90 % du RNB, contre 0,92 % pour le budget final 2018.
Le budget final 2019, après adoption des budgets complémentaires, est en crédits de paiements de 148,5 milliards d'euros.
La hausse des crédits de Compétitivité pour la croissance et l'emploi (rubrique 1a) concerne principalement le mécanisme pour l’interconnexion en Europe (MIE), Horizon 2020, Erasmus et le programme européen de développement industriel dans le domaine de la défense (EDIDP).
Les crédits relatifs à la cohésion économique, sociale et territoriale (rubrique 1b) répartis selon le niveau de richesse des régions sont de 42,4 milliards d'euros, répartis comme suit : régions moins développées 27,9 milliards d'euros (soit 66 % du total), régions en transition 5,9 milliards (soit 14 %), et régions plus développées 8,6 milliards (soit 20 %).
Les crédits de croissance durable (rubrique 2) sont pour l'essentiel dévolus au financement de la politique agricole commune (PAC) qui demeure le principal poste budgétaire de l'UE. Ses crédits sont distribués par l'intermédiaire de trois fonds : le Fonds européen agricole de garantie (FEAGA), qui gère les dépenses relatives au marché et paiements directs via les organisations communes de marché(OCM), le Fonds européen agricole pour le développement rural (Feader) et le Fonds européen pour les affaires maritimes et la pêche (FEAMP). Le reste des crédits de croissance est affecté à l'instrument financier pour l'environnement (LIFE), le seul programme de l'UE spécifiquement consacré au financement de projets qui participent à la préservation de l’environnement et à la lutte contre les dérèglements climatiques.
Les crédits relatifs à la sécurité et la citoyenneté (rubrique 3) augmentent de plus de 10 % en 2019 par rapport à 2018. Ces crédits vont essentiellement à la mise en œuvre de la politique de l'UE en matière d'une part de gestion des frontières extérieures et des flux migratoires, et d'autre part de sécurité intérieure via la coopération policière, la prévention et la répression de la criminalité ainsi que la gestion des crises. Le financement de projets dans ces domaines est assuré par le Fonds Asile Migration Intégration (FAMI) et le Fonds Sécurité Intérieure (FSI) dotés respectivement de 953 et de 664 millions d'euros de crédits de paiement en 2019. Plusieurs organismes décentralisés, comme l'Agence européenne de garde-frontières et de garde-côtes (Frontex), concourent également à ces politiques ; elles bénéficient en 2019 de CP à hauteur de 998 millions d'euros.
Les crédits alloués à l'Europe dans le monde (rubrique 4) couvrent les actions de coopération avec les pays extérieurs à l'UE et celles d'aide au développement et d'aide humanitaire. Les principaux postes de dépenses sont, en CP, l'Instrument d’aide de préadhésion (1,7 milliard d'euros), l'instrument européen de voisinage (2,1 milliards), l'Instrument de financement de la coopération au développement (2,8 milliards) et l'aide humanitaire (1,6 milliard).
Les dépenses d'administration (rubrique 5) couvrent les pensions, les écoles européennes et les dépenses administratives des institutions de l'UE. Celles-ci représentent en CP 7,7 milliards, soit près de 80 % du total de cette rubrique. Elles se répartissent entre la Commission européenne (3,6 milliards), le Parlement européen (2,0 milliards), le Conseil européen et le Conseil de l'UE (0,6 milliard), ainsi que les autres institutions (1,5 milliard).

### Budget 2020
| Budget 2020 en milliards d'euros                     | Budget 2020 initial | Budget 2020 initial | Budget 2020 au 11/09/2020 | Budget 2020 au 11/09/2020 |
| Rubrique                                             | CE                  | CP                  | CE                        | CP                        |
| ---------------------------------------------------- | ------------------- | ------------------- | ------------------------- | ------------------------- |
| 1. Croissance intelligente et inclusive              | 83,93               | 72,35               | 83,93                     | 77,45                     |
| 1a Compétitivité pour la croissance et l'emploi      | 25,28               | 22,31               | 25,28                     | 22,31                     |
| 1b Cohésion pour la croissance et l'emploi           | 58,65               | 50,04               | 58,65                     | 55,15                     |
| 2. Préservation et gestion des ressources naturelles | 59,91               | 57,91               | 59,91                     | 57,90                     |
| 3. Citoyenneté et sécurité                           | 3,73                | 3,68                | 7,15                      | 6,37                      |
| 4 L'UE en tant que partenaire mondial                | 10,26               | 8,93                | 10,99                     | 9,11                      |
| 5 Administration                                     | 10,27               | 10,27               | 10,27                     | 10,27                     |
| Total                                                | 168,69              | 153,57              | 172,25                    | 161,11                    |
| En % du RNB de l'UE28                                | 0,99%               | 0,90%               |                           |                           |
| Plafond                                              |                     |                     | 168,80                    | 172,42                    |

Le budget initial 2020 est adopté le 27 novembre 2019 après que le Parlement européen et le Conseil ont approuvé l'accord intervenu au sein du comité de conciliation le 18 novembre. Depuis lors, plusieurs budgets rectificatifs ont été adoptés, d'une ampleur inédite en raison des actions imprévues engagées par l'UE en réponse à la pandémie de Covid-19 en Europe. Au 11 septembre 2020, huit rectificatifs ont été adoptés.
Le budget initial se monte à 168,69 milliards d'euros en engagements (CE) et à 153,57 milliards en paiements. Selon la présentation officielle qui en est faite sur le site du Conseil, ce budget est conforme à l'objectif de « consacrer au moins 20 % de ses dépenses à la préservation du climat au cours de la période 2014-2020 ». Les augmentations de crédits les plus importantes par rapport à 2019 concernent :
- les programmes de soutien à la croissance et à la compétitivité (rubrique 1a) : Horizon 2020 (financement de la recherche), les systèmes européens de navigation par satellite (EGNOS et Galileo), le volet « énergie » du mécanisme pour l’interconnexion en Europe, et Erasmus+ pour soutenir les échanges de jeunes,
- les fonds touchant les migrations et la sécurité et le renforcement des effectifs des agences (Frontex, Bureau européen d'appui en matière d'asile, Europol et Parquet européen) et du budget d'Eurojust.

En revanche, « comme en 2018 et 2019, les fonds de préadhésion pour la Turquie ont été sensiblement réduits par rapport au projet de budget proposé par la Commission, compte tenu de la distanciation de la Turquie vis-à-vis des valeurs de l’UE », et des fonds supplémentaires alloués aux Balkans occidentaux.
Les deux premiers rectificatifs du budget de l'UE pour 2020 sont adoptés le 14 avril 2020 afin de libérer des fonds pour faire face à la crise du COVID-19 et apporter une aide d'urgence à la Grèce pour faire face à la pression migratoire et à l'Albanie à la suite du tremblement de terre de novembre 2019. Six autres rectificatifs sont adoptés de mai à septembre 2020. Les crédits les plus importants concernent :
- Le développement et le déploiement d'un vaccin contre la COVID-19 (via l'instrument d'aide d'urgence)[78],
- La réorientation et l'amplification de la politique de cohésion (rubrique 1b) pour lutter contre les conséquences de la pandémie de Covid-19 (via l'initiative d'investissement en réaction au coronavirus et à l'initiative d'investissement +)[78],
  - Les aides d'urgence à plusieurs pays pour réparer les dommages causés par les catastrophes naturelles majeures[77].

### Principaux programmes en cours
Le tableau figurant ci-dessous détaille les crédits de paiement inscrits au budget initial 2019 pour les principaux programmes de l'Union européenne du cadre financier pluriannuel 2014-2020 ou initiés depuis.
| Rub. MFF | Principaux programmes du CFP 2014-2020 - Budget 2019 (Crédits de paiement en millions d'euros aux prix courants), | Principaux programmes du CFP 2014-2020 - Budget 2019 (Crédits de paiement en millions d'euros aux prix courants),         | Budget initial | Budget initial |
| -------- | --- | --- | -------------- | -------------- |
| 1a       | Compétitivité pour la croissance et l'emploi                                                                      | Compétitivité pour la croissance et l'emploi                                                                              | 20 522         |                |
| 1a       | | Horizon 2020 | 10 972         | 10 972         |
| 1a       | | Erasmus+ | 2 563          | 2 563          |
| 1a       | MIE | Mécanisme pour l’interconnexion en Europe (Énergie, transports, technologies de l'information et des communications (TIC) | 1 701          | 1 701          |
| 1a       | | Fonds européen pour les investissements stratégiques                                                                      | 1 022          | 1 022          |
| 1a       | | Galileo / Egnos | 923            | 923            |
| 1b       | Cohésion économique, sociale et territoriale                                                                      | Cohésion économique, sociale et territoriale                                                                              | 47 035         |                |
| 1b       | ERDF | Fonds de développement régional                                                                                           | 24 042         | 24 042         |
| 1b       | FSE | Fonds social européen | 10 228         | 10 228         |
| 1b       | | Fonds de cohésion (destiné aux 15 États dont le revenu par habitant est inférieur à 90 % de la moyenne de l'UE)           | 7 706          | 7 706          |
| 1b       | FEAD | Fonds européen d'aide aux plus démunis                                                                                    | 401            | 401            |
| 2        | Croissance durable : ressources naturelles                                                                        | Croissance durable : ressources naturelles                                                                                | 57 400         |                |
| 2        | FEAGA | Fonds européen agricole de garantie (Pilier I de la PAC)                                                                  | 43 116         | 43 116         |
| 2        | FEADER | Fonds européen agricole pour le développement rural (Pilier II de la PAC)                                                 | 13 148         | 13 148         |
| 2        | FEAMP | Fonds européen pour les affaires maritimes et la pêche                                                                    | 571            | 571            |
| 3        | Sécurité et citoyenneté                                                                                           | Sécurité et citoyenneté                                                                                                   | 3 527          |                |
| 3        | FAMI | Fonds Asile Migration Intégration                                                                                         | 953            | 953            |
| 3        | FSI | Fonds sécurité intérieure                                                                                                 | 664            | 664            |
| 3        | | Agences décentralisées | 998            | 998            |
| 4        | L'UE dans le monde                                                                                                | L'UE dans le monde | 9 358          |                |
| 4        | ICD | Instrument de financement de la coopération au développement                                                              | 2 796          | 2 796          |
| 4        | IEVP | Instrument européen de voisinage et de partenariat                                                                        | 2 060          | 2 060          |
| 4        | IAP | Instrument d'aide de préadhésion                                                                                          | 1 708          | 1 708          |
| 4        | | Aide humanitaire | 1 603          | 1 603          |

## Réforme du budget
Le débat porte à la fois sur le montant des recettes, qui implique une « force de frappe » plus ou moins élevée de l'Union et sur la répartition des dépenses. Les dépenses de l’Union ont évolué, alors qu'au départ elles étaient centrées sur le budget administratif, les dépenses de la politique agricole, puis enfin les dépenses liées à la cohésion et la solidarité. Or le budget prévisionnel 2007-2013 prévoit un recentrage des dépenses sur la croissance et l’emploi.

### Critiques
Le système actuel de ressources propres est considéré comme complexe, voire opaque, par les gouvernements. Toutefois il assure la stabilité des recettes de l'Union.
Les ressources propres traditionnelles, c'est-à-dire les prélèvements agricoles et droits de douane (soit 16,5 % des recettes communautaires), sont vues comme une ressource européenne et sont plutôt bien acceptées.
Les critiques se portent surtout sur les ressources TVA qui représentent 16,9 % des recettes. Elle est considérée par les États membres comme injuste et inefficace et la plupart des gouvernements des États membres se déclarent en faveur de l'abandon de cette ressource.
La ressource RNB est souvent vue comme une ressource équitable, transparente et relativement simple, qui doit être conservée. Elle représentait 65,4 % des recettes en 2009. Toutefois les États membres la considèrent dans une optique de « retour sur investissement » au lieu de la considérer au niveau européen.
Enfin les corrections sont critiquées par la plupart des gouvernements de l'Union de par leur manque de transparences et l’iniquité qu'elles génèrent.
En 2023, le nouveau cadre financier de l'Union proposé par la Commission prévoit une augmentation de 1,9 milliard d’euros pour gonfler le salaire des fonctionnaires européens. Cette mesure est critiquée par certains chefs de l’Etat. Le salaire des fonctionnaires européens est déjà régulièrement la cible de critiques, le revenu moyen d'un agent de l'Union européenne s'élevant selon emploipublic.fr à 6 500 euros nets par mois, soit plus de deux fois le salaire moyen des fonctionnaires français. En conséquence, les dépenses au titre de l’administration publique européenne culminent à 82,5 milliards d’euros sur la période 2021-2027.

### Pistes de réformes

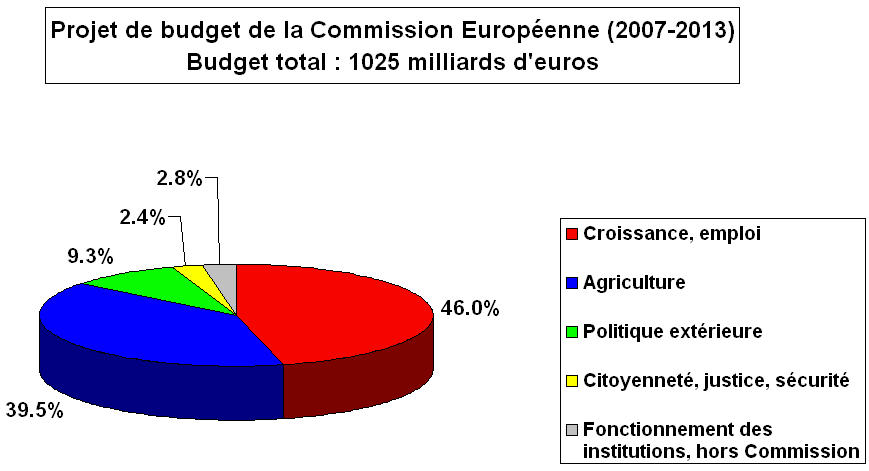
Budget prévisionnel pour 2007-2013, le budget accepté est de 862,3 milliards d'euros soit 1,045 % du PIB de l'UE.

La Commission a avancé deux options concernant la réforme du système de ressources propres : soit évoluer vers un système basée uniquement sur les ressources propres traditionnelles et sur les ressources RNB (menant donc ainsi à une suppression de la ressource TVA et des corrections) ; soit le passage à un nouveau système basé sur une nouvelle ressource propre.
Le Parlement a déclaré être « profondément convaincu que le système actuel de ressources propres qui dépend des contributions des États membres est injuste à l’égard des citoyens, antidémocratique et ne contribue pas à la visibilité de l’engagement en faveur de l’intégration européenne ». Il propose une transition, basée sur les deux options identifiées par la Commission, en deux phases :
1. conservation du système actuel mais qui sera rendu transparent en se fondant exclusivement sur la ressource RNB[82] ;
2. le système sera remplacé ou complété par d'autres ressources propres[82].

La création d'un « impôt européen » reste toutefois exclue et par conséquent les nouvelles ressources propres ne se baseront que sur des impôts nationaux préexistants. La nature des nouvelles ressources est sujette à débat. Les propositions qui ont été faites concernent notamment l'environnement (droits d’émission, la taxation des émissions de CO2, …), ou bien des taxes aériennes, etc..